# Carl Reinecke
Carl Heinrich Carsten Reinecke (23. juni 1824 i Altona – 10. marts 1910 i Leipzig) var en tysk komponist, dirigent og pianist.
Carl Reinecke begyndte at komponere som syvårig, og han havde tolv år gammel sin første officielle optræden som pianist. I 1846 blev han hofpianist for Christian VIII i København og i 1851 professor ved konservatoriet i Köln. I 1860 blev Reinecke kapelmester for Gewandhausorchester Leipzig og professor i komposition og piano ved konservatoriet der. Han ledede orkesteret til 1895.
Reinecke underviste i musik frem til 1902. Blandt hans studenter var Eyvind Alnæs, Max Bruch, Frederick Delius, Edvard Grieg, Johannes Haarklou, Julius Röntgen, Christian Sinding og Johan Svendsen.
Han skrev blandt andet koncerter for piano, violin, cello, harpe og for fløjte, 3 symfonier, og flere operaer. Reineckes produktion indeholder henved 300 publicerede værker.